# Zapotal 2da. Sección, Chiapas
Zapotal 2da. Sección är en ort i Mexiko.   Den ligger i kommunen Reforma och delstaten Chiapas, i den sydöstra delen av landet, 600 km öster om huvudstaden Mexico City. Zapotal 2da. Sección ligger 51 meter över havet och antalet invånare är 243.
Terrängen runt Zapotal 2da. Sección är platt. Runt Zapotal 2da. Sección är det ganska glesbefolkat, med 27 invånare per kvadratkilometer. Närmaste större samhälle är Huimanguillo, 15,3 km väster om Zapotal 2da. Sección. Omgivningarna runt Zapotal 2da. Sección är en mosaik av jordbruksmark och naturlig växtlighet.